# Coroa feroesa
A coroa feroesa é a moeda corrente das Ilhas Feroé. É emitida em paridade com a coroa dinamarquesa.
- 1 króna = 100 oyrur (1 Krone = 100 Öre)
- 100 Coroas equivalem a 13,50 euros.

## História
Durante a segunda guerra mundial Feroé foi desvinculada do governo na Dinamarca, pois esta foi invadida pelos alemães e as ilhas por consequência e por serem ponto estratégico no Atlântico norte foram então ocupadas pela Grã-Bretanha. 
Devido a quebra desse vínculo a partir de junho de 1940, a coroa dinamarquesa em circulação nas ilhas foi carimbada como moeda de uso exclusivo em Feroé e a partir de novembro do mesmo ano aconteceram as primeiras emissões das ilhas. Essas cédulas, emitidas em Londres, eram na verdade uma emissão emergencial. A primeira emissão oficial do governo Feroé desvinculado do governo dinamarquês ocorreu em 1949, a partir da lei feroesa de 12 de abril daquele ano, que além de autorizar a desvinculação da moeda, também rompia esse território político-administrativamente com o governo dinamarquês.
Desde então as ilhas mantêm uma conta junto ao banco central dinamarquês, o Danmarks Nationalbank, que imprime e controla as emissões dessa moeda. Esse princípio administrativo é fácil de compreender, essas emissões são feitas em relação à receita do arquipélago, ou seja, através dos impostos, de seu governo e autarquias, bem como das empresas lá registradas. Tais como a empresa aérea Atlantic Airways ou o correio feroé Postverk Føroya. Portanto, todas as coroas feroesas em circulação representam o capital de Feroé junto à Dinamarca.
As moedas utilizadas em Feroé são as mesmas da coroa dinamarquesa, não são emitidas moedas específicas para o arquipélago e as cédulas apresentam exatamente o mesmo tamanho, formato e padrão de segurança das cédulas de coroa dinamarquesa.
O Governo dinamarquês declarou em 29 de março de 2005, que caso a Dinamarca entre para a União Monetária Europeia (euro) as ilhas terão a possibilidade de manter a coroa como sua moeda, tal resolução vale também para a Groenlândia.
A manutenção desse vínculo poderá ser feito como o do franco CFA em muitos países da África ou do escudo caboverdiano, que mesmo após a adoção da moeda única pelos países que os garantiam (respectivamente, França e Portugal) ainda mantém suas moedas, agora atreladas ao euro.